# Robert Rothstein
Robert Rothstein (ur. 1940) – emerytowany wykładowca akademicki, badacz języków słowiańskich oraz folkloru wschodnioeuropejskiego i kultury żydowskiej.

## Życiorys
Studiował matematykę na Massachusetts Institute of Technology. Wtedy też – z uwagi na matematyków takich jak Łobaczewski czy Kolmagorow – zainteresował się językiem rosyjskim. W 1961 zmienił kierunek studiów na studia lingwistyczne – przeniósł się na slawistykę na Uniwersytet Harvarda (w tym czasie na Uniwersytecie Harvarda stanowisko profesora zajmował Wiktor Weintraub).
W 1962 wziął udział w Międzynarodowym Kongresie Lingwistów w Cambridge, gdzie poznał Zbigniewa Siatkowskiego z Uniwersytetu Jagiellońskiego, swojego przyszłego nauczyciela na Harvardzie. W 1963, w ramach stypendium naukowego, Rothstein wyjechał do Krakowa.
Od 1971 był związany zawodowo z University of Massachusetts Amherst (obecnie jako profesor emerytowany), na którym uczył przedmiotów takich jak: język polski, białoruski, słowacki i jidysz oraz prowadził kursy z dziedziny lingwistyki, badań nad folklorem, kultury i literatury żydowskiej. Kiedy w 2006 na UMass powstał Program Polski (ufundowany przez Waltera Raleigh Amesbury, Jr., i Cecile Dudley Amesbury) objął stanowisko profesorskie na tym samym uniwersytecie. Przed przejściem na emeryturę w 2017, Robert Rothstein był dyrektorem programu studiów słowiańskich, wschodnioeuropejskich i euroazjatyckich na College of Humanities & Fine Arts.

## Działalność naukowa
Publikował artykuły w czasopismach takich jak „Slavic Review”, „Slavic and East European Journal”, „International Journal of Slavic Linguistics and Poetics”, „Folia Slavica”, „Musica Judaica”, „Język Polski”, „Poradnik Językowy”, „New York Folklore”, „Harvard Ukrainian Studies”, „Slavica Tarnopolensia” i „The Polish Review”.
Jest współredaktorem i jednym z tłumaczy książki Jewish Instrumental Folk Music: The Collections and Writings of Moshe Beregovski” (2001).

## Działalność dodatkowa
Jest zaangażowany w działalność na rzecz Polonii amerykańskiej. Od 1971 prowadzi na uniwersytecie spotkania z kulturą polską.
Od 2004 miał własną kolumnę w bostońskim dwutygodniku „Bialy Orzel/White Eagle” poświęconą polskiemu językowi, literaturze i kulturze ludowej.

## Nagrody
W 2013 został odznaczony Krzyżem Oficerskim Orderu Zasługi Rzeczypospolitej Polskiej w uznaniu „za wybitne zasługi w działalności polonijnej, za popularyzowanie polskiej kultury i historii, za rozwijanie polsko-amerykańskiej współpracy regionalnej”.

## Inne
Ma słowiańskie korzenie. Jego dziadkowie pochodzili z pogranicza dzisiejszej Litwy i Białorusi (Głębokie, Widzy, Witebsk). Babcia pochodziła z Konina.
Był uczniem naukowców takich jak Noam Chomsky, Morris Halle czy Roman Jakobson.